# Мюррей, Чад Майкл
Чад Майкл Мю́ррей (англ. Chad Michael Murray, род. 24 августа 1981, Буффало, Нью-Йорк, США) — американский актёр.

## Биография
Чад Майкл Мюррей родился в городе Буффало, Нью-Йорк, США. У Чада есть четыре брата — Рекс, Ник, Брэндон и Тайлер, а также сестра Шеннон. Со стороны отца имеет англо-немецкое происхождение, а со стороны матери — польское. Когда Чаду было десять лет, его мать бросила семью. После окончания школы Чад некоторое время работал разносчиком газет. Позже Чад преуспел в карьере модели, участвовал в рекламе марки Gucci.

## Личная жизнь
16 апреля 2005 года Чад женился на актрисе Софии Буш, с которой познакомился на съёмках сериала «Холм одного дерева». В сентябре того же года пара объявила о своём расставании. Буш первоначально подала на аннулирование брака, но суд решил, что аннулирование невозможно; развод окончательно был оформлен 29 декабря 2006 года.
В 2006 году начал встречаться с Кензи Далтон. В апреле того же года они объявили о помолвке. Однако в августе 2013 года пара отменила помолвку и рассталась. С октября 2013 года по май 2014 года Мюррей встречался с актрисой Никки Уилан.
В 2014 году Чад Майкл Мюррей начал встречаться с актрисой Сарой Ремер. В январе 2015 года пара объявила о состоявшейся свадьбе и о том, что Ремер ожидает первенца. 31 мая 2015 года у пары родился сын. В марте 2017 года у них родилась дочь. В августе 2023 года родилась дочь.

## Фильмография
| Год       |    | Русское название                         | Оригинальное название                            | Роль                      |
| --------- | -- | ---------------------------------------- | ------------------------------------------------ | ------------------------- |
| 2000      | с  | ФАКультет                                | Undressed                                        | Дэн                       |
| 2000      | с  | Диагноз: убийство                        | Diagnosis Murder                                 | Рэй Сантаччи              |
| 2000—2001 | с  | Девочки Гилмор                           | Gilmore Girls                                    | Тристан Дагрэй            |
| 2001      | тф | Дюжина Мерфи                             | Murphy's Dozen                                   | парень                    |
| 2001      | ф  | Вечная битва: Код Омега 2                | Megiddo: The Omega Code 2                        | Дэвид Александер в 16 лет |
| 2001—2002 | с  | Бухта Доусона                            | Dawson's Creek                                   | Чарли Тодд                |
| 2002      | с  | C.S.I.: Место преступления               | CSI: Crime Scene Investigation                   | Том Хэвилэнд              |
| 2003      | тф | Последствия                              | Aftermath                                        | Шон                       |
| 2003      | тф | Одинокий рейнджер                        | The Lone Ranger                                  | Люк Хартман               |
| 2003      | ф  | Чумовая пятница                          | Freaky Friday                                    | Джейк                     |
| 2003—2012 | с  | Холм одного дерева                       | One Tree Hill                                    | Лукас Скотт               |
| 2004      | ф  | История Золушки                          | A Cinderella Story                               | Остин Эймс                |
| 2005      | ф  | Дом восковых фигур                       | House Of Wax                                     | Ник Джонс                 |
| 2006      | ф  | Дом храбрых                              | Home Of The Brave                                | Джордан Оуэнс             |
| 2010      | тф | Очевидная ложь                           | Lies in Plain Sight                              | Итан Маккалистер          |
| 2010      | тф | Рождественский Купидон                   | Christmas Cupid                                  | Патрик                    |
| 2011      | ф  | Перевозчик                               | The Carrier                                      | Тэтчер                    |
| 2012      | ф  | Рэне                                     | Renee                                            | Джейми Творковски         |
| 2013      | ф  | Призраки в Коннектикуте 2: Тени прошлого | The Haunting in Connecticut 2: Ghosts of Georgia | Энди                      |
| 2013      | с  | Саутленд                                 | Southland                                        | офицер Дэйв Мендоза       |
| 2013—2016 | с  | Избранный                                | Chosen                                           | Джейкоб Орр               |
| 2013      | ф  | Рождество Мэдеи                          | A Madea Christmas                                | Таннер МакКой             |
| 2014      | ф  | Любовь, секс и Лос-Анджелес              | Love, sex and Los Angeles                        | Джей                      |
| 2014      | ф  | Оставленные                              | Left Behind                                      | Бак Уильямс               |
| 2015—2016 | с  | Агент Картер                             | Agent Carter                                     | агент Джек Томпсон        |
| 2017      | с  | Сан Рекордс                              | Sun Records                                      | Сэм Филлипс               |
| 2018      | тф | Пляжный домик                            | The Beach House                                  | Бретт                     |
| 2018      | ф  | Лагерь «Холодный ручей»                  | Camp Cold Brook                                  | Джек                      |
| 2018      | тф | Путь к Рождеству                         | Road to Christmas                                | Дэнни Уайз                |
| 2018—2019 | с  | Звезда                                   | Star                                             | Ксандер МакФерсон         |
| 2019      | с  | Ривердейл                                | Riverdale                                        | Эдгар Эверневер           |
| 2020      | в  | Дожить до утра                           | Survive the Night                                | Рич                       |
| 2020      | тф | В преддверии Рождества                   | Too Close for Christmas                          | Пол                       |
| 2021      | в  | Выжить в игре                            | Survive the Game                                 | Эрик                      |
| 2021      | в  | Крепость                                 | Fortress                                         | Фредерик Бальзари         |
| 2021      | ф  | Красивый, плохой, злой: Начало           | Ted Bundy: American Boogeyman                    | Ted Bundy / Тед Банди     |
| 2022      | в  | Крепость 2: Глаз снайпера                | Fortress: Sniper’s Eye                           | Фредерик Бальзари         |

## Награды и номинации
- 2004 — «Teen Choice Award» — 2 премии (за фильм «История Золушки» и сериал «Холм одного дерева») и номинация на премию (за сериал «Холм одного дерева»).
- 2005 — «Teen Choice Award» — 6 номинаций на премию (3 — за фильм «История Золушки», 2 — за сериал «Холм одного дерева», 1 — за фильм «Дом восковых фигур»).
- 2005 — Занял 22 место в списке TV Guide’s «TV’s 25 Greatest Teen Idols».
- 2006 — «Teen Choice Award» — номинация на премию (за сериал «Холм одного дерева»).
- 2006 — «Prism Award» — номинация на премию (за сериал «Холм одного дерева»).
- 2008 — «Teen Choice Award» — премия (за сериал «Холм одного дерева»).